# CELPE-Bras
CELPE-Bras (Certificado de Proficiência em Língua Portuguesa para Estrangeiros) ist ein in Brasilien offiziell anerkanntes Sprachzertifikat des brasilianischen Bildungsministeriums (Ministério da Educação do Brasil - MEC) für die portugiesische Sprache (das brasilianische Portugiesisch). Es dient brasilianischen und internationalen Institutionen zur Überprüfung der portugiesischen Sprachkenntnisse von nichtportugiesischsprachigen Ausländern. Am CELPE-Bras-Examen können alle nichtportugiesischsprachigen Ausländer teilnehmen, die das 16. Lebensjahr vollendet haben und über die angemessene schulische Grundbildung verfügen. Der Sprachkompetenznachweis erfolgt auf vier Leistungsstufen: „Certificado Intermediário“ (Mittelstufe I); „Certificado Intermediário Superior“ (Mittelstufe II); „Certificado Avançado“ (Oberstufe I) und „Certificado Avançado Superior“ (Oberstufe II).
Im Februar und August jedes Jahres veröffentlicht das Ministerium die Ausschreibung der Prüfung und den entsprechenden Zeitplan. Die Einschreibung erfolgt ausschließlich über das Internet auf der Seite des Ministeriums. In Deutschland ist die Friedrich-Schiller-Universität Jena vom MEC mit der Durchführung des CELPE-Bras-Testes beauftragt. In Österreich ist der Fachbereich Romanistik der Universität Salzburg zuständig.